# Laskarysowie

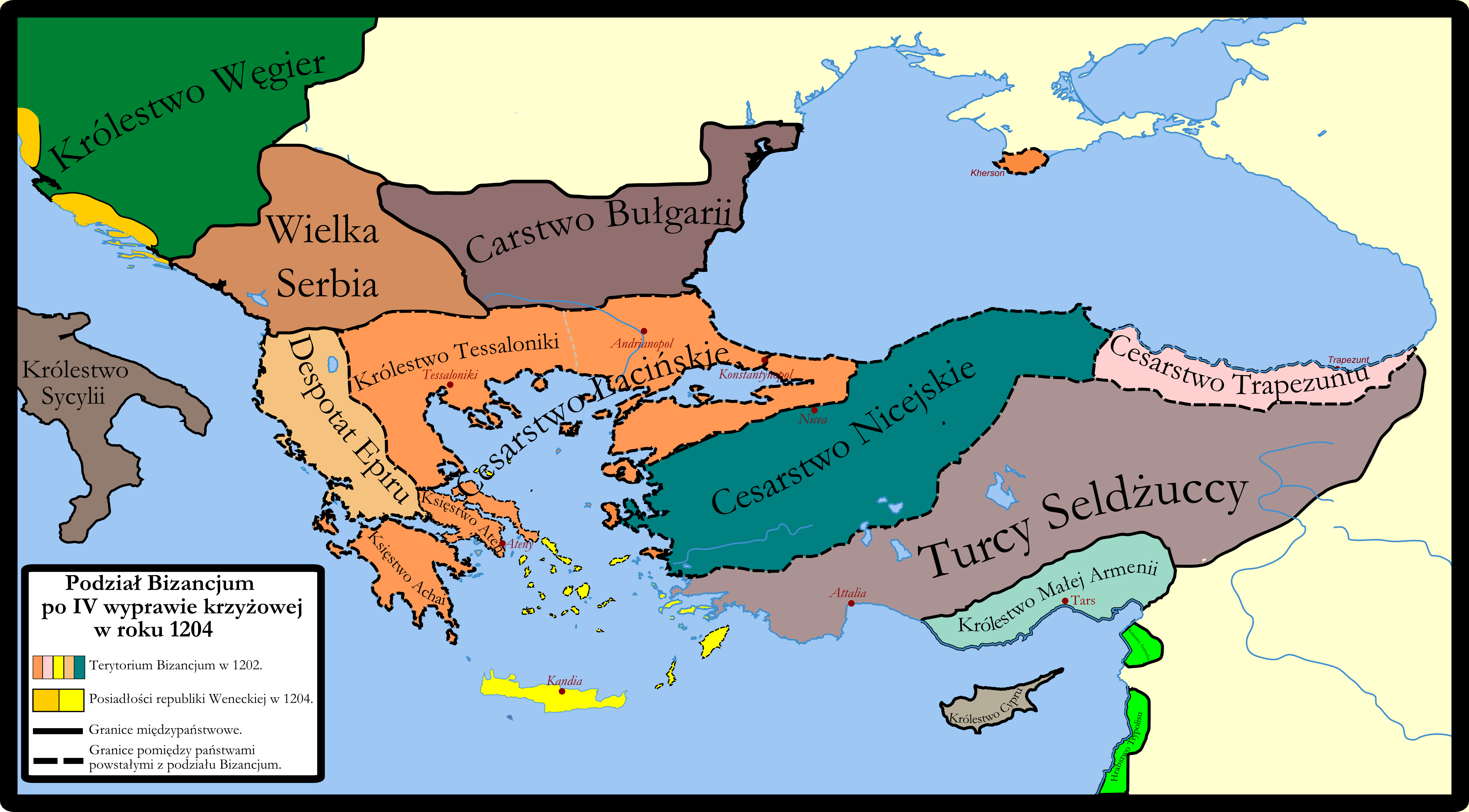
Mapa ziem bizantyjskich w początkach XIII wieku

Laskarysowie (gr. Λάσκαρις) – dynastia panująca w Cesarstwie Nicejskim w latach 1204–1261.

## Władcy nicejscy z dynastii Laskarysów
- 1204–1222: Teodor I
- 1222–1254: Jan III
- 1254–1258: Teodor II
- 1258–1261: Jan IV Laskarys

## Genealogia
- uproszczona genealogia dynastii Laskarysów i związków z innymi dynastiami bizantyjskimi: